# 霊隠寺
霊隠寺（れいいんじ）は、中華人民共和国浙江省杭州市西湖区にある仏教寺院。西湖の西の山麓に位置する。雲林禅寺とも呼ぶ。
禅宗五山のひとつ。

## 歴史
後世の文献の伝えるところによれば、霊隠寺は天竺僧の慧理によって、東晋の咸和元年（326年。ただし、328年とする文献もあり）に建てられたという。
9世紀の会昌の廃仏によって寺は廃止されたが、その後、建隆元年（960年）に呉越王の銭弘俶によって霊隠寺が再建された。南宋に五山のひとつに指定された。
清の康熙帝によって雲林禅寺と名を改められた。康熙帝直筆の額が天王殿に残るほか、康熙帝と乾隆帝の碑亭がある。太平天国の乱で大部分の建築物は焼失し、現在の霊隠寺のほとんどの建物はその後に再建されたものである。大雄宝殿は1910年に再建されたが、1949年に倒壊し、1954年に建て直された。

## 特徴

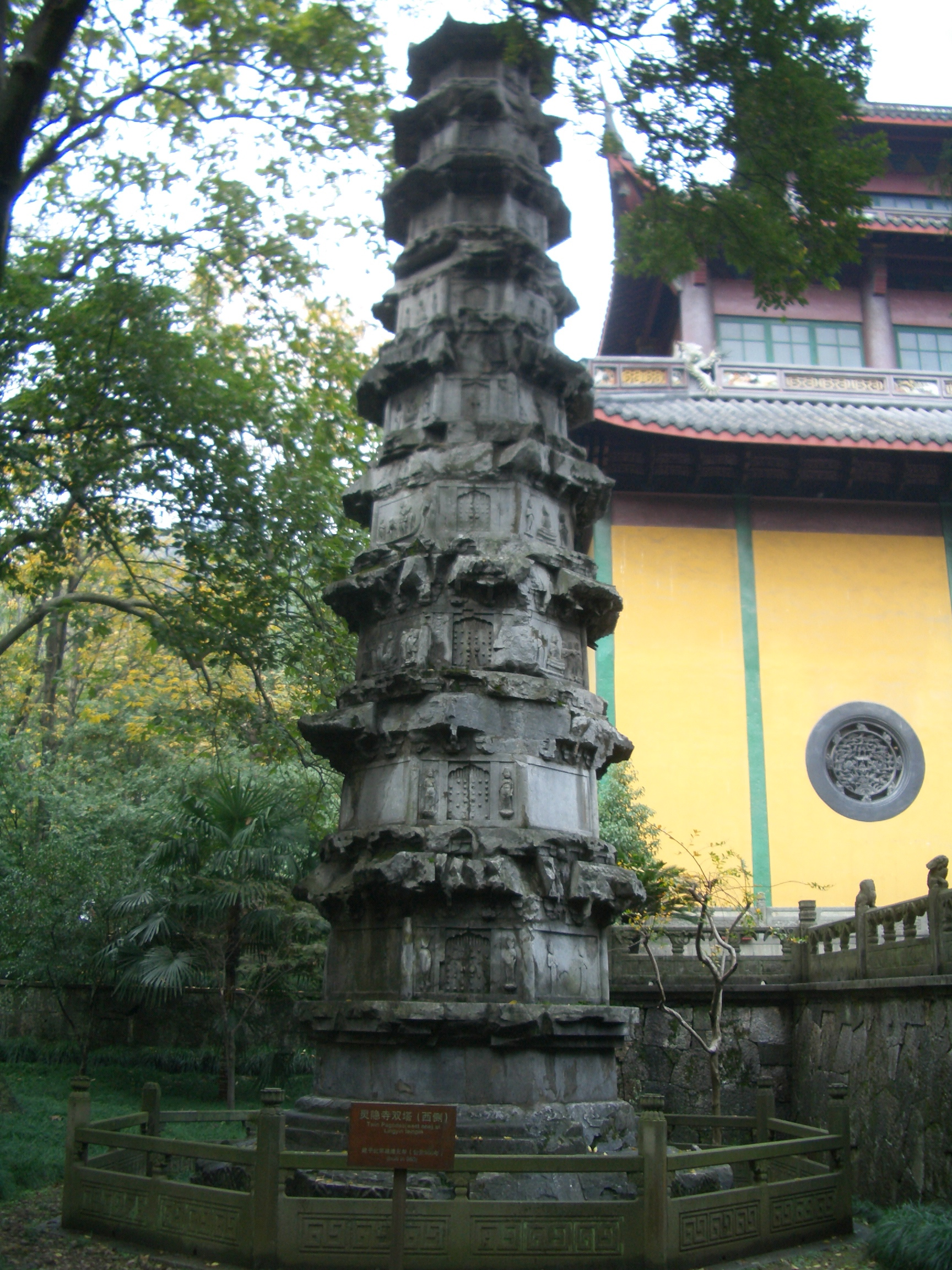
石塔

霊隠寺にはあまり古い建築物は残っていないが、大雄宝殿の前にある石塔は呉越に造られた。天王殿の前の経幢も10世紀のものである。石塔と経幢は中華人民共和国全国重点文物保護単位に指定されている。天王殿に鎮座している韋駄天像は南宋のもので、清末以降のたび重なる災害を免れた。
五百羅漢像のある羅漢堂も有名だが、1936年に焼失し、現在の羅漢堂は再建されたものである。
中国で非常に人気のある済公がこの寺で出家したため、済公を祀るための済公殿がある。
寺の近くの飛来峰には、呉越から元代にいたる時代に刻まれた300体を越える石刻像があり、やはり全国重点文物保護単位に指定されている。
日中国交正常化30周年を記念して2002年に建てられた空海の像がある。